# Haruka Tachimoto
Haruka Tachimoto (em japonês:  田知本 遥, Tachimoto Haruka; Imizu, 3 de agosto de 1990) é uma judoca japonesa da categoria até 70 quilos.
Obteve o terceiro lugar por equipe no Campeonato Mundial de Cheliabinsk 2014.
Nos Jogos Olímpicos de 2016 obteve a medalha de ouro ao vencer na luta final a colombiana Yuri Alvear.